# Elección de los Doce Apóstoles

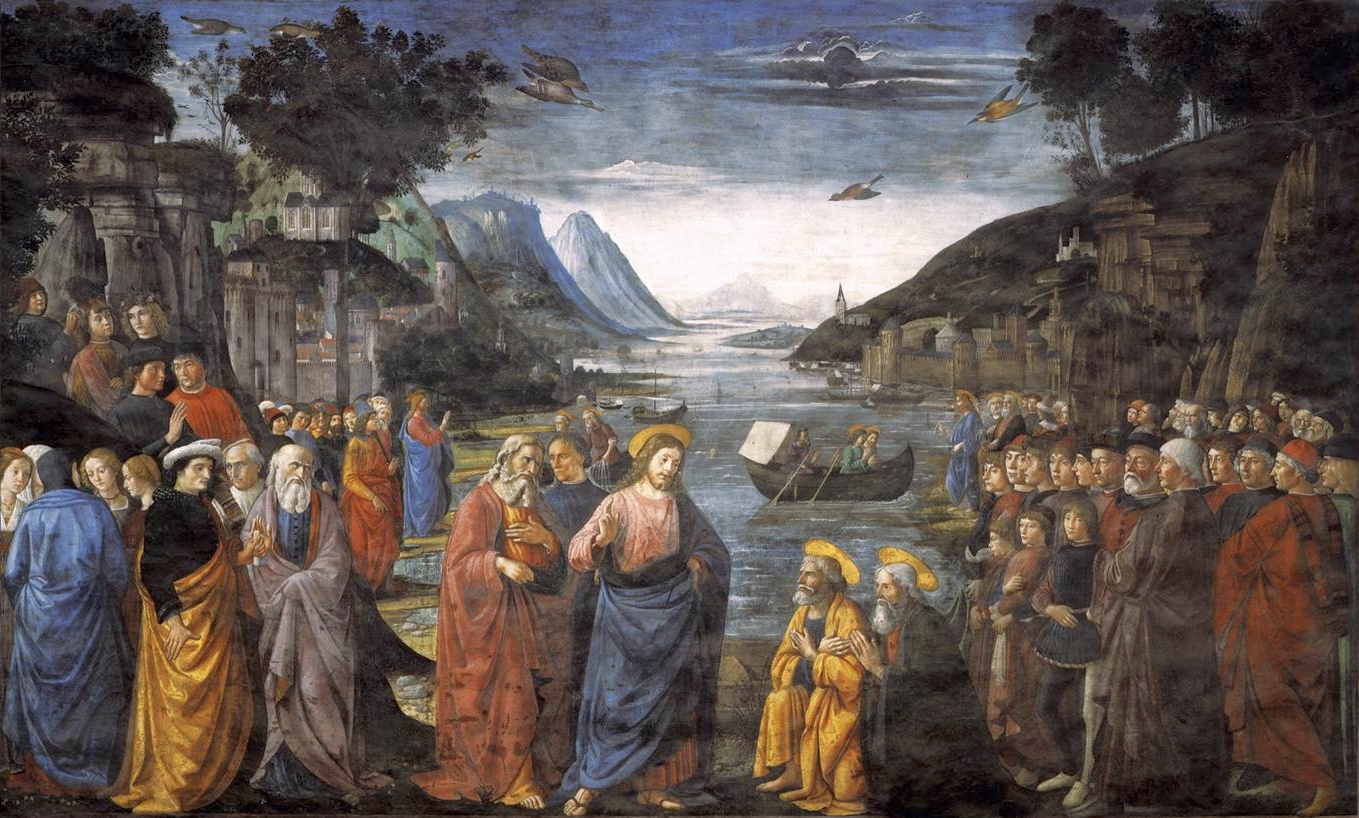
La Elección de los Doce Apóstoles representada por Domenico Ghirlandaio, 1481.

La Elección de los Doce Apóstoles es un episodio de la vida pública de Jesús que aparece en los tres evangelios sinópticos (Mateo 10:1-4, Marcos 3:13-19 y Lucas 6:12-16), pero no en el Evangelio de Juan. Tiene que ver con la elección inicial de los Doce Apóstoles entre los discípulos de Jesús.
- De acuerdo con el Evangelio de Mateo:(10; 1-4)

Habiendo llamado a sus doce discípulos, les dio potestad para expulsar a los espíritus impuros y para curar todas las enfermedades y dolencias. Los nombres de los doce apóstoles son éstos: primero Simón, llamado Pedro, y su hermano Andrés; Santiago el de Zebedeo y su hermano Juan; Felipe y Bartolomé; Tomás y Mateo, el publicano; Santiago el de Alfeo, y Tadeo; Simón el Cananeo y Judas Iscariote, el que le entregó.

- De acuerdo con el Evangelio de Marcos:(3; 13-19)

Y subiendo al monte llamó a los que él quiso, y fueron donde él estaba. Y constituyó a doce, para que estuvieran con él y para enviarlos a predicar con potestad de expulsar demonios: a Simón, a quien le dio el nombre de Pedro; a Santiago el de Zebedeo y a Juan, el hermano de Santiago, a quienes les dio el nombre de Boanerges, es decir, «hijos del trueno»; a Andrés, a Felipe, a Bartolomé, a Mateo, a Tomás, a Santiago el de Alfeo, a Tadeo, a Simón el Cananeo y a Judas Iscariote, el que le entregó.

- De acuerdo con el Evangelio de Lucas:(6; 12-16)

En aquellos días él fue al monte a orar, y pasó la noche orando a Dios. Y cuando era de día, llamó a sus discípulos, y escogió a doce de ellos, a los cuales también llamó apóstoles: a Simón, a quien también llamó Pedro, a Andrés su hermano, Santiago y su hermano Juan, hijos de Zebedeo, Felipe y Bartolomé, Mateo, Tomás, Santiago hijo de Alfeo, Simón el cananeo llamado Zelote, Judas hijo de Santiago y Judas Iscariote, que llegó a ser el traidor.:—Lucas 6:12-16

En los evangelios de Mateo y de Marcos, a «Judas hijo de Santiago» se lo conoce como Tadeo —según algunos textos, como Judas Tadeo—.
En el Evangelio de Mateo, este episodio ocurre poco antes del milagro del hombre con la mano seca. En los evangelios de Marcos y de Lucas, aparece poco después de ese milagro.
Esta comisión de los apóstoles se lleva a cabo antes de la crucifixión de Jesús, mientras que la Gran Comisión de Mateo 28:16-20 tiene lugar después de la resurrección de Jesús.

## Interpretación de la Iglesia católica
Jesús, para llevar adelante el Reino de Dios que Él mismo empieza, fundará un nuevo Pueblo de Dios, la  Iglesia. Para ello elige, da poderes e instruye a los Doce Apóstoles, que suceden y sustituyen a los antiguos doce patriarcas de las  doce tribus de Israel y que son el germen de su Iglesia. «Los envió, en primer lugar, a los hijos de Israel y luego a todos los pueblos para que, participando de su potestad, hicieran a todos los pueblos sus discípulos, los santificaran y los gobernaran, y así extendieran la Iglesia y estuvieran al servicio de ella como pastores bajo la dirección del Señor, todos los días hasta el fin del mundo».
El evangelista subraya explícitamente que la obra de los Apóstoles continúa la obra de Cristo, que les da su misma potestad de «curar todas las enfermedades y dolencias» (v. 1; 9,35). Como el Señor envió a los Apóstoles a todos los pueblos (28,19), y prometió su asistencia hasta el fin de los siglos (28,20), la Iglesia confiesa que esta potestad apostólica se ha transmitido a sus sucesores: «En orden a apacentar el Pueblo de Dios y acrecentarlo siempre, Cristo Señor instituyó en su Iglesia diversos ministerios ordenados al bien de todo el Cuerpo. Porque los ministros que poseen la sagrada potestad están al servicio de sus hermanos, a fin de que todos cuantos son miembros del Pueblo de Dios y gozan, por tanto, de la verdadera dignidad cristiana, tiendan todos libre y ordenadamente a un mismo fin y lleguen a la salvación. (…) Jesucristo, eterno Pastor, edificó la santa Iglesia enviando a sus Apóstoles como Él mismo había sido enviado por el Padre, y quiso que los sucesores de éstos, los Obispos, hasta la consumación de los siglos, fuesen los pastores en su Iglesia. Pero para que el episcopado mismo fuese uno solo e indiviso, estableció al frente de los demás Apóstoles al bienaventurado Pedro, y puso en él el principio visible y perpetuo fundamento de la unidad de fe y de comunión».
Junto a las personas antes indicadas, el evangelio presenta a otros grupos: los Doce Apóstoles, los escribas y fariseos, los parientes de Jesús, su  Madre, etc. (3,13-35). Cada persona o grupo tienen diferentes reacciones ante el Señor. El texto  evangélico subraya de manera especial el grupo de los Doce (v. 14). El hecho de que Jesús elija justamente doce Apóstoles tiene un profundo significado. El número es igul al de los doce patriarcas, origen de las doce tribus de Israel: los apóstoles representan al nuevo Pueblo de Dios, que es, ni más ni menos que la Iglesia fundada por Cristo (cfr nota a Mt 10,1-4). Los evangelios señalan unos rasgos de estos que son, precisamente, los que deben tener los discípulos de Jesús. En primer lugar, es una llamada gratuita voluntaria y de parte del Señor(v. 13; cfr 1,17-20; 2,13-14): «No tengas miedo, ni te asustes, ni te asombres, ni te dejes llevar por una falsa prudencia. La llamada a cumplir la Voluntad de Dios —también la vocación— es repentina, como la de los Apóstoles: encontrar a Cristo y seguir su llamamiento… —Ninguno dudó: conocer a Cristo y seguirle fue todo uno» 
En segundo lugar, la llamada lleva consigo una posición ante la vida: el apóstol es «constituido» (v. 14), como lo eran, por ejemplo, los sacerdotes elegidos por Dios en el Antiguo Testamento (cfr Nm 3,3). En tercer lugar, la característica principal del discípulo «estar con Jesucristo» (v. 14), porque «siendo Cristo, enviado por el Padre, fuente y origen del apostolado de la Iglesia, es evidente que la fecundidad del apostolado, tanto el de los ministros ordenados como el de los laicos, depende de su unión vital con Cristo»  En cuarto lugar, los discípulos fueron llamados para ser enviados (v. 14; cfr 1,16-18; 16,20) a repetir las acciones de su maestro, o sea, «predicar» (v. 14; cfr 1,14.38.39; 2,2) «con potestad» (v. 15; 1,22.27; 2,10): «Aquellos bienaventurados discípulos fueron columnas y fundamento de la verdad; de ellos afirma el Señor que los envía como el Padre lo ha enviado a Él. Con esas palabras, al mismo tiempo que muestra la dignidad del apostolado y la gloria incomparable de la potestad que les ha sido conferida, insinúa también, según parece, cuál ha de ser su estilo de obrar. (…) Su misión consiste en invitar a los pecadores a que se arrepientan y curar a los enfermos de cuerpo y de alma, y que en el ejercicio de su ministerio no han de buscar su voluntad sino la de Aquel que los ha enviado, y que han de salvar al mundo con la doctrina que de Él han recibido» 